# Elena Donazzan
Elena Donazzan (ur. 22 czerwca 1972 w Bassano del Grappa) – włoska polityk i działaczka samorządowa, długoletnia asesor we władzach Wenecji Euganejskiej, posłanka do Parlamentu Europejskiego X kadencji.

## Życiorys
Uzyskała wykształcenie średnie, studiowała później prawo. Pod koniec lat 80. wstąpiła do FdG, młodzieżówki Włoskiego Ruchu Społecznego; kierowała nią w prowincji Vicenza. W latach 1996–2005 pełniła funkcję krajowego dyrektora Azione Giovani, organizacji młodzieżowej powstałego z przekształcenia MSI Sojuszu Narodowego. W latach 1994–1997 zasiadała w radzie prowincji. Od 2000 wybierana na radną regionu Wenecja Euganejska. W latach 2005–2024 była asesorem we władzach wykonawczych tego regionu, którymi kierowali kolejno Giancarlo Galan i Luca Zaia. Odpowiadała za sprawy edukacji, szkoleń zawodowych i zatrudnienia.
W 2006 uzyskała mandat posłanki do Izby Deputowanych, z którego zrezygnowała w dniu rozpoczęcia kadencji parlamentu (z uwagi na niepołączalność funkcji). Po przekształceniach partyjnych była następnie związana z Ludem Wolności oraz Forza Italia. Później dołączyła do ugrupowania Bracia Włosi; z jego listy w 2024 została wybrana w skład Parlamentu Europejskiego X kadencji.